# Diecéze Abernethy
Diecéze Abernethy je titulární diecéze římskokatolická církve založené roku 1973 z potlačené diecéze Abernethy. Tato diecéze se nachází ve Skotsku.

## Titulární biskupové
| hodnost          | jméno              | úřad                            | od                | do         |
| ---------------- | ------------------ | ------------------------------- | ----------------- | ---------- |
| titulární biskup | Władysław Bobowski | pomocný biskup Tarnowa (Polsko) | 23. prosince 1974 | současnost |